# ノーム・ヴァン・ライアー
ノーマン・アレン・ヴァン・ライアー3世（Norman Allen Van Lier III, 1947年4月1日 - 2009年2月26日）はアフリカ系アメリカ人の元プロバスケットボール選手。オハイオ州イーストリバプール出身。ポジションはポイントガード。
1969年のNBAドラフトで全体34位指名を受けてNBA入り。1970年代を代表するディフェンダーとして強豪時代のシカゴ・ブルズを支えた。1970-71シーズンのアシスト王。1979年に引退。

## 生い立ちと学生時代
ノーマン・アレン・ヴァン・ライアー3世は鉄工所勤務のライアー・シニアとヘレンの間に生まれ、ペンシルベニア州ピッツバーグで育った。兄弟と姉妹は6人いたが、うち3人はノームが生まれる前に亡くなっている。幼少期はコーヒー缶をテープで巻いたボールを使ってフットボールに夢中になった。
高校はミッドランド高校に進学。ノームが在籍した1965年の同校バスケットボールチーム（レパードズ）は、多くの人々によって歴代最高の高校バスケチームの一つと考えられている。彼らはこのシーズン28戦無敗で過ごし、州のチャンピオンシップもあっさりと優勝を遂げた。ノームのチームメイトには後のNBA選手であるシーム・ヒルもいた。週末になるとヒッチハイクを利用してハーレムのプレイグラウンドに出向き、ストリートボールに明け暮れた。当時の対戦相手の中には殿堂入り選手のビリー・カニンガムもいた。
高校時代のノームはフットボールチームのクォーターバックとしてもプレイし、当時はフットボール選手として大学に進もうと考えていたが、クォーターバックの競争率は高く、大学からの勧誘を受けることは出来なかった。また野球選手としても優秀だったノームは郡のオールスターチームに選ばれるなどし、プロチームからのスカウトを受けた。
結局ライアーはバスケットボール選手として聖フランシス大学に進学し、1969年に卒業した。

## NBAキャリア

### シンシナティ・ロイヤルズ
ノームは1969年のNBAドラフトにエントリーし、シカゴ・ブルズから指名を受ける。聖フランシス大学というバスケットに関しては無名の大学出身だったため、3巡目全体34位という下位指名だった。後にキャリアの大半を過ごすことになるブルズだが、この時はドラフト直後にノームをトレードに出しており、ノームのNBAキャリアはシンシナティ・ロイヤルズで始まることになった。
ドラフト時の評価は低かったノームだが、1年目の1969-70シーズンからローテーション入りし、偉大なポイントガード、オスカー・ロバートソンのバックアップとして81試合に出場し、9.5得点5.0リバウンド6.2アシストの成績を残した。2年目の1970-71シーズンにはロバートソンがチームを去ったため、先発に昇格したノームは大きく才能を開花させ、16.0得点7.1リバウンド10.1アシストと飛躍的に数字を伸ばした上で、見事にアシスト王にも輝いた。また彼の持ち味であるディフェンスも大きくクローズアップされ、オールディフェンシブ2ndチームにも初選出される。ノームはこの年から8年連続でオールディフェンシブチームに選出され続ける。この2年で大出世を遂げたノームだったが、3年目の1971-72シーズンに入ると当時2年目のネイト・アーチボルドがチーム内で急速に台頭を見せ、ノームの活躍の場はやはり偉大なポイントガードとなるアーチボルドに奪われるようになった。この頃ノームを指名しながらすぐに放出したシカゴ・ブルズがノームを再び獲得しようと動き、そしてシーズン序盤の11月にブルズへのトレードが決まった。

### シカゴ・ブルズ
当時のブルズはボブ・ラブ、チェット・ウォーカー、ジェリー・スローンを中心に最初の黄金期を迎えようとしており、ノームが移籍する前年には大きな飛躍を遂げ51勝31敗を記録した。ブルズの強さの秘密は強力なディフェンスにあったが、そこに優秀なディフェンダーのノームが加わったことにより、ブルズのディフェンスにさらに磨きが掛かった。ノームが移籍した1971-72シーズンの平均失点はリーグ1位となり、ブルズは当時のフランチャイズ記録となる57勝25敗を記録している。
1971年1月5日のロサンゼルス・レイカーズ戦で0得点、11リバウンド、13アシストを記録し、無得点でダブル・ダブルを達成したNBA史上初の選手となった。なお、50年後の12月26日に、当時オクラホマシティ・サンダー所属のジョシュ・ギディーがNBA史上2人目の無得点ダブル・ダブルを達成している。
ノームはディフェンダーとして、またチームの司令塔として活躍。特に激しいディフェンスは相手チームの脅威となり、地元ファンからは"Stormin' Norman（嵐のノーマン）"と呼ばれ親しまれ、この時代のブルズの最も人気のある選手の一人となった。全盛期は1973-74シーズンに訪れ、この年ノームは初のオールスター、オールNBA2ndチーム、オールディフェンシブ1stチームに選ばれている。
一方ブルズは1970年代半ばからチームの高年齢化などから徐々に衰退が始まり、そしてチェット・ウォーカー、ジェリー・スローンらが相次いで引退した1975-76シーズンには24勝58敗と成績が大きく落ち込み、ブルズはプレーオフ進出も逃してしまう。ノーム個人は1976-77シーズンに平均得点が二桁を割り込むも、ディフェンス力とゲームメイク力は健在だったが、シーズン終了後にブルズはノームを放出した。

### ミルウォーキー・バックス
FAとなったノームは1978-79シーズンをミルウォーキー・バックスで過ごすが、38試合出場した後に現役引退を表明した。NBAキャリアは10シーズン746試合の出場でキャリア通算8,770得点、3,596リバウンド、5,217アシスト。キャリア平均11.8得点、4.8リバウンド、7.0アシストであった。

## 引退後・業績など
引退後の1989年にはワールド・バスケットボール・リーグのウェスタン・カウンツのアシスタントコーチに就任。1992年から2009年まではシカゴ・ブルズのテレビ解説者を務めたほか、ブルズ関連な様々な番組の司会者を務めた。
2009年2月25日、テレビのスポーツ番組に出演するはずのノームがスタジオに現れなかったため、心配したスタッフが26日に彼の自宅を訪れたところ、ノームが亡くなっているのが発見された。61歳だった。さらに同日の夜、ブルズの名物解説者だったジョニー・カーも亡くなり、ブルズにとっては彼らを同時に亡くすという辛い一日となった。
主な業績
- アシスト王（1971年）
- NBAオールスターゲーム（1974年、1976年、1977年）
- オールNBA2ndチーム（1974年）
- オールディフェンシブ1stチーム（1974年、1976年、1977年）
- オールディフェンシブ2ndチーム（1971年〜1973年、1975年、1978年）
- ノームは2001年にバロン・デイビスに破られるまで、84フィート（約25.6m）というフィールドゴール成功最遠記録を持っていた。

## 個人成績

### NBA

#### レギュラーシーズン
| シーズン     | チーム       | GP  | GS | MPG  | FG%  | 3P% | FT%  | RPG | APG   | SPG | BPG | PPG  |
| ------------ | ------------ | --- | -- | ---- | ---- | --- | ---- | --- | ----- | --- | --- | ---- |
| 1969–70      | CIN          | 81  | —  | 35.7 | .403 | —   | .741 | 5.0 | 6.2   | —   | —   | 9.5  |
| 1970–71      | CIN          | 82* | —  | 40.5 | .420 | —   | .816 | 7.1 | 10.1* | —   | —   | 16.0 |
| 1971–72      | CIN          | 10  | —  | 27.5 | .311 | —   | .773 | 5.8 | 5.1   | —   | —   | 7.3  |
| 1971–72      | CHI          | 69  | —  | 31.0 | .456 | —   | .791 | 4.3 | 7.1   | —   | —   | 12.1 |
| 1972–73      | CHI          | 80  | —  | 36.0 | .445 | —   | .787 | 5.5 | 7.1   | —   | —   | 13.9 |
| 1973–74      | CHI          | 80  | —  | 35.8 | .406 | —   | .778 | 4.7 | 6.9   | 2.0 | .1  | 14.3 |
| 1974–75      | CHI          | 70  | —  | 37.0 | .420 | —   | .792 | 4.7 | 5.8   | 2.0 | .2  | 15.0 |
| 1975–76      | CHI          | 76  | —  | 39.8 | .366 | —   | .737 | 5.4 | 6.6   | 2.0 | .3  | 12.6 |
| 1976–77      | CHI          | 82* | —  | 37.8 | .412 | —   | .778 | 4.5 | 7.8   | 1.6 | .2  | 10.2 |
| 1977–78      | CHI          | 78  | —  | 32.4 | .419 | —   | .751 | 3.6 | 6.8   | 1.8 | .1  | 7.3  |
| 1978–79      | MIL          | 38  | —  | 14.6 | .390 | —   | .904 | 1.1 | 4.2   | 1.1 | .1  | 2.8  |
| 通算         | 通算         | 746 | —  | 35.1 | .414 | —   | .780 | 4.8 | 7.0   | 1.8 | .2  | 11.8 |
| オールスター | オールスター | 3   | 1  | 12.3 | .286 | —   | .500 | 1.0 | 1.0   | .7  | .3  | 1.7  |

#### プレーオフ
| シーズン | チーム | GP | GS | MPG  | FG%  | 3P% | FT%  | RPG | APG | SPG | BPG | PPG  |
| -------- | ------ | -- | -- | ---- | ---- | --- | ---- | --- | --- | --- | --- | ---- |
| 1972     | CHI    | 4  | —  | 36.0 | .415 | —   | .857 | 6.3 | 8.3 | —   | —   | 14.0 |
| 1973     | CHI    | 7  | —  | 36.9 | .349 | —   | .733 | 5.3 | 5.1 | —   | —   | 14.4 |
| 1974     | CHI    | 11 | —  | 42.4 | .424 | —   | .830 | 4.3 | 6.8 | 1.5 | .3  | 14.6 |
| 1975     | CHI    | 13 | —  | 42.1 | .409 | —   | .747 | 5.2 | 4.7 | 1.5 | .4  | 15.1 |
| 1977     | CHI    | 3  | —  | 44.7 | .158 | —   | .833 | 5.0 | 9.7 | 3.3 | .3  | 5.3  |
| 通算     | 通算   | 38 | —  | 40.8 | .389 | —   | .784 | 5.0 | 6.2 | 1.7 | .3  | 13.9 |